# لقمان لاوال
لقمان لاوال (بالإنجليزية: Lukman Lawal) (مواليد 19 نوفمبر 1988) هو ملاكم نيجيري، مثّل بلاده في الألعاب الأولمبية الصيفية 2012.

## روابط خارجية
لقمان لاوال على موقع اللجنة الأولمبية الدولية (الإنجليزية)
- لقمان لاوال على موقع أوليمبيديا (الإنجليزية)
- لقمان لاوال على موقع اتحاد ألعاب الكومنولث (مؤرشف) (الإنجليزية)
- لقمان لاوال على موقع اتحاد ألعاب الكومنولث (مؤرشف) (الإنجليزية)